# Monument a Rius i Taulet
El monument a Rius i Taulet es troba al passeig de Lluís Companys de Barcelona i està catalogat com a bé cultural d'interès local. Està dedicat a Francesc de Paula Rius i Taulet, alcalde de Barcelona durant l'Exposició de 1888.

## Història i descripció
És obra de l'arquitecte Pere Falqués i l'escultor Manuel Fuxà, després d'haver guanyat el concurs. La primera pedra es va col·locar el 26 de setembre de 1897, i les obres van durar quatre anys, essent inaugurat el 17 de setembre de 1901.
El monument consta d'un obelisc a sobre d'un pedestal que, a la part frontal, és presidit pel bust de bronze de Rius i Taulet, flanquejat per un obrer forjador, que simbolitza el Treball, i una figura femenina coronada, com a personificació de la ciutat de Barcelona, que apropa una corona de llorer a l'alcalde. Als peus hi ha el geni de les arts, que lliura a la matrona una branca de llorer.
A la part posterior hi ha una imatge alada de la Fama que porta una palma, símbol associat a la Victòria, i aixeca una torxa, símbol vinculat amb el progrés. Als peus hi ha els genis de les ciències (assegut sobre un globus terraqüi) i el comerç (amb un casc alat del déu Mercuri).
La peanya està decorada amb quatre medallons de bronze que contenen baixos relleus amb imatges de les obres més importants que l'alcalde va impulsar durant el seu mandat: el monument a Colom, la Gran Via, el Parc de la Ciutadella i l'Arc de Triomf.

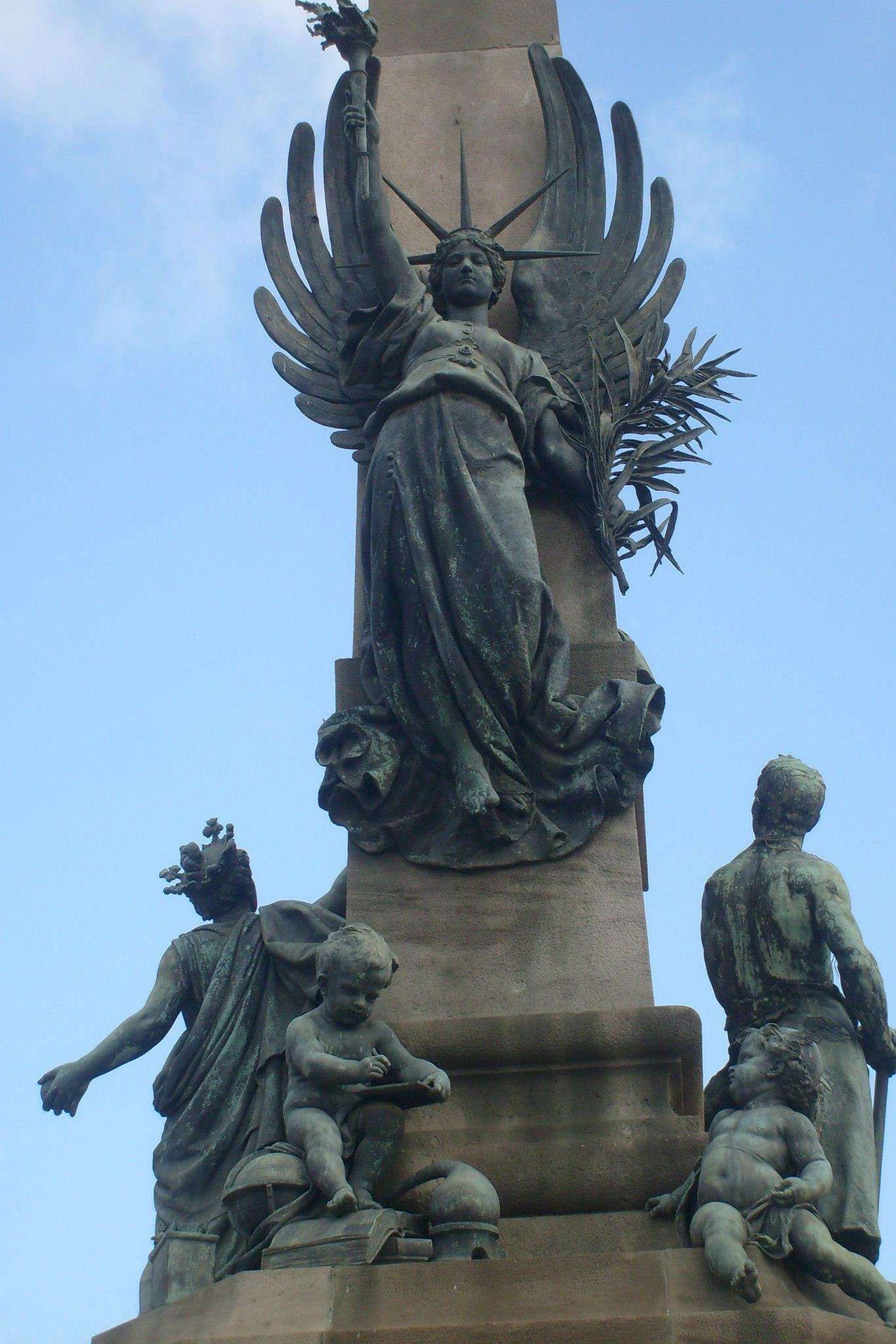
Part posterior del monument